# Athletic Club Ajaccien
L'Athletic Club Ajaccien, meglio noto come Ajaccio, è una società calcistica francese della città di Ajaccio. Milita in Championnat National, la terza divisione del campionato francese.
Fondato nel 1910, conta quattordici partecipazioni nella massima divisione calcistica francese, in cui ha ottenuto come miglior risultato un sesto posto. Nel suo palmarès, a livello nazionale figurano due Ligue 2 e uno Championnat National.

## Storia
Secondo le fonti più accreditate l'Ajaccio giocò i suoi primi incontri nella stagione 1909-10. I colori sociali che adottò (e che sono usati tuttora) furono il bianco e il rosso. Nonostante giocasse in quello che prima era un deposito di sabbia, la squadra si spostò, su insistenza del suocero del presidente Louis Baretti, in uno stadio più pulito e sicuro. Lo stadio poteva contenere circa 5 000 persone, ed è stato usato fino al 1969.
L'Ajaccio è stato nominato campione di Corsica in otto occasioni (1920, 1921, 1934, 1939, 1948, 1950, 1955) ed è stata, insieme a Gazélec Ajaccio e SC Bastia, una delle dominatrici del suddetto campionato. La rivalità tra queste tre squadre era risaputa; durante la finale di Coppa di Corsica del 1948 tra Ajaccio e Bastia si verificarono episodi di violenza, tanto che gli spettatori per proteggersi, usarono gli ombrelli come scudi. La finale fu interrotta e ripetuta. L'AC Ajaccio divenne un club professionistico nel 1965. Inizialmente adottò come stemma del club un orso polare, poi adottò lo stemma attuale raffigurante un moro stilizzato.
L'allenatore Olivier Pantaloni, nella stagione 2010-2011, ha riportato la squadra corsa in Ligue 1. Alla fine del girone d'andata l'Ajaccio è ultimo in classifica con 15 punti, a 3 dalla zona salvezza. La squadra disputa un ottimo girone di ritorno, che le permette di conquistare una meritata salvezza, chiudendo a tre punti sopra la zona retrocessione. Nella Ligue 1 2012-2013 ottiene un'altra salvezza, terminando in diciassettesima posizione, un punto sopra la zona retrocessione. Il campionato 2013-2014, iniziato con buone speranza, termina malissimo: la squadra corsa retrocede già il 20 aprile a causa della sconfitta per 2-1 a Bastia e lascia la Ligue 1 con soli 23 punti. L'allenatore, per il campionato successivo, è ancora Christian Bracconi, chiamato a sostituire Ravanelli nel novembre 2013. A novembre, stante la pessima situazione di classifica, che vede l'Ajaccio impelagato nelle zone basse anche in Ligue 2, la società corsa esonera Bracconi, chiamando in panchina Olivier Pantaloni, artefice dell'ultima promozione nella massima serie. Il 12 marzo 2015 il presidente Alain Orsoni si dimette dalla sua carica. La squadra, nonostante varie brutte sconfitte, riesce a raggiungere il diciassettesimo posto, a +1 sull'Orléans, e la conseguente salvezza in Ligue 2.
Dopo due stagioni anonime, l’ACA 2017-18 torna a sognare la promozione, che, dopo l’eccellente terzo posto, sfuma soltanto nella finale playoff persa contro il Tolosa.
L’annata 2018-19, partita discretamente, si rivela l’ennesimo calvario sulla via della salvezza, ottenuta nuovamente nelle ultimissime giornate per una manciata di punti di vantaggio sui cugini del GFC Ajaccio.
La stagione 2019-20, prima dell'interruzione decretata in primavera a causa del Covid-19, risulta ottima, nonostante i consueti problemi finanziari estivi avessero messo in pericolo l’iscrizione: grazie al migliore risultato esterno del torneo (lontano dalla Corsica, i biancorossi avevano ottenuto 30 punti in 14 gare), l’ACA si era issata al terzo posto, con appena una lunghezza di ritardo dalla zona promozione diretta. Il 30 aprile 2020, la LFP stabilisce che dalla Ligue 1 retrocedono le ultime due piazzate, dalla Ligue 2 sono promosse le prime due classificate. Anche se con appena un punto di ritardo dalla seconda, il Lens, l’Ajaccio si trova costretto a disputare la cadetteria anche per la stagione 2020-21.
Il 14 maggio 2022, in virtù della vittoria interna per 1-0 contro il già promosso Tolosa, la squadra corsica chiude la stagione al 2º posto ottenendo la promozione in Ligue 1 dopo 8 anni.
Nel luglio 2025, a causa di una situazione economica disastrosa, con milioni di debiti accumulati, la DNCG, l'organizzazione responsabile del controllo dei conti delle società francesi, prima fa retrocedere d'ufficio il club in Championnat National, poi, un mese più tardi, decide di escludere definitivamente l'Ajaccio da tutti i campionati nazionali, che rischia così la ripartenza dalla sesta divisione francese, la Régional 1. 

## Colori e simboli

### Colori
I colori dell'Ajaccio sono il rosso e il bianco.

### Simboli ufficiali

#### Stemma
Lo stemma dell'Ajaccio, adottato nel 2014, presenta nella parte superiore la testa di un moro (presente sulla bandiera della Corsica) e un orso (simbolo della squadra). Mentre nella parte inferiore sono presenti l'anno di fondazione e la corona di Napoleone Bonaparte.

## Strutture

### Stadio

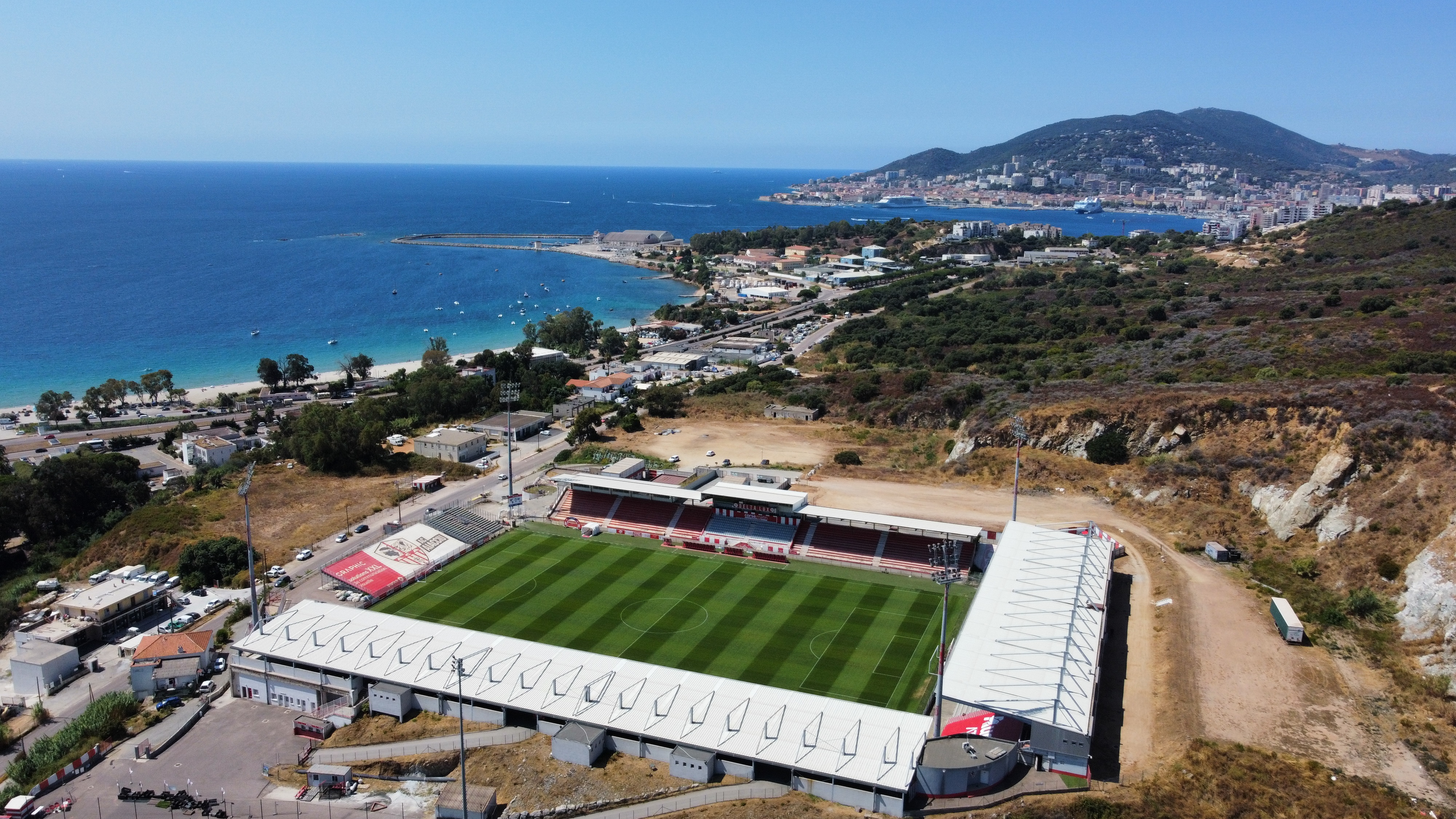
Lo stadio Michel Moretti

L'Ajaccio disputa le partite di casa allo stadio Michel Moretti. Inaugurato nel 1968 e noto col nome di stadio Timizzolo, è stato intitolato dal 1971 al 2024 a François Coty, sindaco di Ajaccio dal 1931 al 1934.

## Società

### Organigramma societario
- Daniele Bufano - Presidente
- Johan Cavalli - Direttore sportivo
- Franck Leloup - Stadium manager
- Joseph Scaglia - Direttore dell'organizzazione e della sicurezza
- Nadège Kovacic - Contabilità
- Anthony Gaglione - Biglietteria
- Jean-Dominique Gaziello - Comunicazione
- Antoine Verdier - Comunicazione

### Sponsor
- 1994-1998 Duarig
- 1998-2001 Kappa
- 2001-2005 Baliston
- 2005-2009 Legea
- 2009-2013 Duarig
- 2013-2016 Macron
- 2016- adidas

## Allenatori e presidenti
- 1910-1955 ...
- 1955-1957  Félix Pironti
- 1957-1958  Michel Brusseaux
- 1958-1959  Jean Laune
- 1959-1963  Jean-Pierre Knayer
- 1963-1964  Mohamed Azzouz
- 1964-1965  Ernst Stojaspal
- 1965-1970  Alberto Muro
- 1970-1971  Louis Hon
- 1971-1972  Antoine Cuissard
- 1972-1973  André Mori
- 1973-1974  Louis Hon
- 1974-1975  Lulu Accorsi
- 1975-1976  Alain Mistre
- 1976-1978  François Paoli
- 1978-1979  Mohamed Azzouz
- 1979-1992 ...
- 1992-2001  Baptiste Gentili
- 2001-2003  Rolland Courbis
- 2003-2004  Dominique Bijotat (1ª-?ª)
 Olivier Pantaloni (?ª-38ª)
- 2004-2005  Rolland Courbis
- 2005-2006  Rolland Courbis (1ª-?ª)
 José Pasqualetti (?ª-38ª)
- 2006-2007  Ruud Krol
- 2007-2008  Gernot Rohr
- 2008-2009  José Pasqualetti (1ª-?ª)
 Olivier Pantaloni (?ª-38ª)
- 2009-2012  Olivier Pantaloni
- 2012-2013  Alex Dupont (1ª-18ª)
 Albert Emon (19ª-38ª)
- 2013-2014  Fabrizio Ravanelli (1ª-12ª)
 Christian Bracconi (13ª-38ª)
- 2014-2015  Christian Bracconi (1ª-13ª)
 Olivier Pantaloni (14ª-38ª)
- 2015-2024  Olivier Pantaloni
- 2024-2025  Mathieu Chabert
 Thierry Debès

- 1910-1992 ...
- 1992-1995  Antoine Antona
- 1995-2007  Michel Moretti
- 2007-2008  Michel Moretti
 Jacques Peretti
- 2008-2015  Alain Orsoni
- 2015-2019  Léon Luciani
- 2019-2022  Christian Leca
- 2022-2023  Alain Orsoni
- 2023-2024  Daniele Bufano
- 2024-  Jean-Noel Fattacioli

## Calciatori

### Capitani
- ... (1910-2010)
- Jean-Baptiste Pierazzi (2010-2014)
- Johan Cavalli (2014-2020)

## Palmarès

### Competizioni nazionali
- Ligue 2: 2

1966-1967, 2001-2002
- Championnat National: 1

1997-1998

### Competizioni interregionali
- Championnat National 2: 1

1996-1997 (girone B)
- Championnat National 3: 1

1995-1996 (girone H)

### Competizioni regionali
- Division d'Honneur: 9

1919-1920, 1920-1921, 1933-1934, 1938-1939, 1947-1948, 1949-1950, 1954-1955, 1963-1964, 1993-1994
- Promotion d'Honneur: 2

1988-1989, 1992-1993
- Coppa di Corsica: 4

1933-1934, 1949-1950, 1954-1955, 1960-1961

## Statistiche e record

### Partecipazione ai campionati
| Livello | Categoria              | Partecipazioni | Debutto   | Ultima stagione | Totale |
| ------- | ---------------------- | -------------- | --------- | --------------- | ------ |
| 1º      | Division 1             | 6              | 1967-1968 | 1972-1973       | 14     |
| 1º      | Ligue 1                | 8              | 2002-2003 | 2022-2023       | 14     |
| 2º      | Division 2             | 8              | 1965-1966 | 2001-2002       | 23     |
| 2º      | Ligue 2                | 15             | 2006-2007 | 2024-2025       | 23     |
| 3º      | Championnat National   | 1              | 1997-1998 | 1997-1998       | 1      |
| 4º      | Championnat National 2 | 1              | 1996-1997 | 1996-1997       | 1      |
| 5º      | Championnat National 3 | 2              | 1994-1995 | 1995-1996       | 2      |

### Partecipazione alle coppe
| Competizione     | Partecipazioni | Debutto   | Ultima stagione | Totale |
| ---------------- | -------------- | --------- | --------------- | ------ |
| Coppa di Francia | 46             | 1965-1966 | 2024-2025       | 46     |
| Coppa di Lega    | 23             | 1998-1999 | 2019-2020       | 23     |

### Statistiche individuali
| Record di presenze - 285 Johan Cavalli (2010-2020) - 221 Martial Robin (1999-2006) - 218 Xavier Collin (2000-2008) - 206 Carl Medjani (2007-2013) - 206 Benjamin André (2008-2014) | Record di reti - 71 François M'Pelé (1969-1973) - 60 Étienne Sansonetti (1967-1969, 1970-1972, 1976-1977) - 58 Riad Nouri (2015-2019, 2020-) - 40 David Faderne (1996-2000, 2002) - 32 Johan Cavalli (2010-2020) |

## Tifoseria

### Storia

Coreografia dei tifosi dell'Ajaccio

Dal 2002 il principale gruppo di ultras sono gli Orsi ribelli.

### Gemellaggi e rivalità
Le principali rivalità si hanno con il Bastia e con il Gazélec Ajaccio.

## Organico

### Rosa 2024-2025
Aggiornata 22 ottobre 2024.
| N. |                           | Ruolo | Calciatore                |
| -- | ------------------------- | ----- | ------------------------- |
| 2  | Francia (bandiera)        | D     | Thibault Campanini        |
| 3  | Francia (bandiera)        | D     | Stephen Quemper           |
| 4  | Francia (bandiera)        | C     | Mickaël Barreto           |
| 5  | Francia (bandiera)        | D     | Clément Vidal             |
| 6  | Francia (bandiera)        | C     | Thomas Mangani            |
| 7  | Tunisia (bandiera)        | A     | Yoann Touzghar            |
| 8  | Francia (bandiera)        | C     | Mehdi Puch-Herrantz       |
| 9  | Rep. del Congo (bandiera) | A     | Christopher Ibayi         |
| 10 | Francia (bandiera)        | C     | Valentin Jacob            |
| 11 | Costa d'Avorio (bandiera) | A     | Ben Hamed Touré           |
| 12 | Francia (bandiera)        | D     | Matthieu Huard            |
| 16 | Francia (bandiera)        | P     | François-Joseph Sollacaro |
| 17 | Francia (bandiera)        | C     | Everson Pereira           |

| N. |                           | Ruolo | Calciatore           |
| -- | ------------------------- | ----- | -------------------- |
| 19 | Australia (bandiera)      | A     | Al Hassan Touré      |
| 20 | Comore (bandiera)         | C     | Mohamed Youssouf     |
| 21 | Algeria (bandiera)        | C     | Ivane Chegra         |
| 22 | Francia (bandiera)        | A     | Moussa Soumano       |
| 23 | Romania (bandiera)        | D     | Tony Strata          |
| 25 | Francia (bandiera)        | C     | Julien Anziani       |
| 26 | Francia (bandiera)        | C     | Tim Jabol-Folcarelli |
| 27 | Gambia (bandiera)         | A     | Abou Kanté           |
| 30 | Francia (bandiera)        | P     | Ghjuvanni Quilichini |
| 31 | Francia (bandiera)        | D     | Jésah Ayessa         |
| 43 | Burkina Faso (bandiera)   | D     | Arsène Kouassi       |
| 88 | Costa d'Avorio (bandiera) | D     | Axel Bamba           |
| 99 | Francia (bandiera)        | A     | Benjamin Santelli    |

### Staff tecnico
Aggiornato al 14 gennaio 2025.
- carica vacante - Allenatore
- Julien Banghala - Allenatore in seconda
- Thierry Debès - Preparatore dei portieri
- Joseph Leandri - Preparatore atletico
- Guillame Lotito - Medico
- Jean-Xavier Stefanaggi - Fisioterapista
- Ghjuvan Andria Piereschi - Fisioterapista
- Florian Renucci - Fisioterapista
- Xavier Lucciardi - Osteopata